# Estación de Lyon-Perrache
La estación de Lyon-Perrache es la estación ferroviaria más antigua de Lyon, y una de las siete que posee esta ciudad francesa. Se encuentra en el segundo distrito, en el centro, en el barrio de Perrache. Es una estación multimodal ya que agrupa en un mismo recinto tren, metro (línea A), tranvía (líneas 1 y 2) y autobuses urbanos. Dispone de un elevado tráfico de trenes regionales aunque por ella también transitan trenes de alta velocidad y media distancia.  
En 2010 fue utilizada por más de diez millones de pasajeros lo que la convierte en una de las principales estaciones de la región. 

## Historia
Fue inaugurada en junio de 1857 por parte de la Compañía de Ferrocarriles de París a Lyon y al Mediterráneo. 
En la década de los 70, la estación recibió una primera ampliación, obra del arquitecto modernista René Gagès de cara a integrar en la histórica estación la línea A el metro de Lyon y los autobuses urbanos. 
En el año 2001 una nueva ampliación permitió la llegada del tranvía. 

## Situación ferroviaria
La céntrica estación de Perrache se sitúa en la línea férrea París-Marsella (PK 510,915). Además se encuentra en el trazado de las siguientes líneas férreas:
- Línea férrea Moret-Veneux-les-Sablons - Lyon-Perrache. Largo eje norte-sur que desdobla una gran parte del trazado de la línea férrea París-Marsella pasando por Saint-Étienne.
- Línea férrea Lyon-Perrache - Marseilla (via Grenoble). Eje norte-sur de más de 400 km configurado como alternativa del trazado clásico Lyon-Marsella desde París. Lo hace a través de Grenoble por una orografía mucho más compleja y tortuosa que el trazado que recorre el valle del Ródano.
- Línea férrea Lyon-Perrache - Ginebra. Es una línea férrea de gran importancia al ser la principal conexión entre Francia y Suiza.

## Servicios ferroviarios

### Alta Velocidad

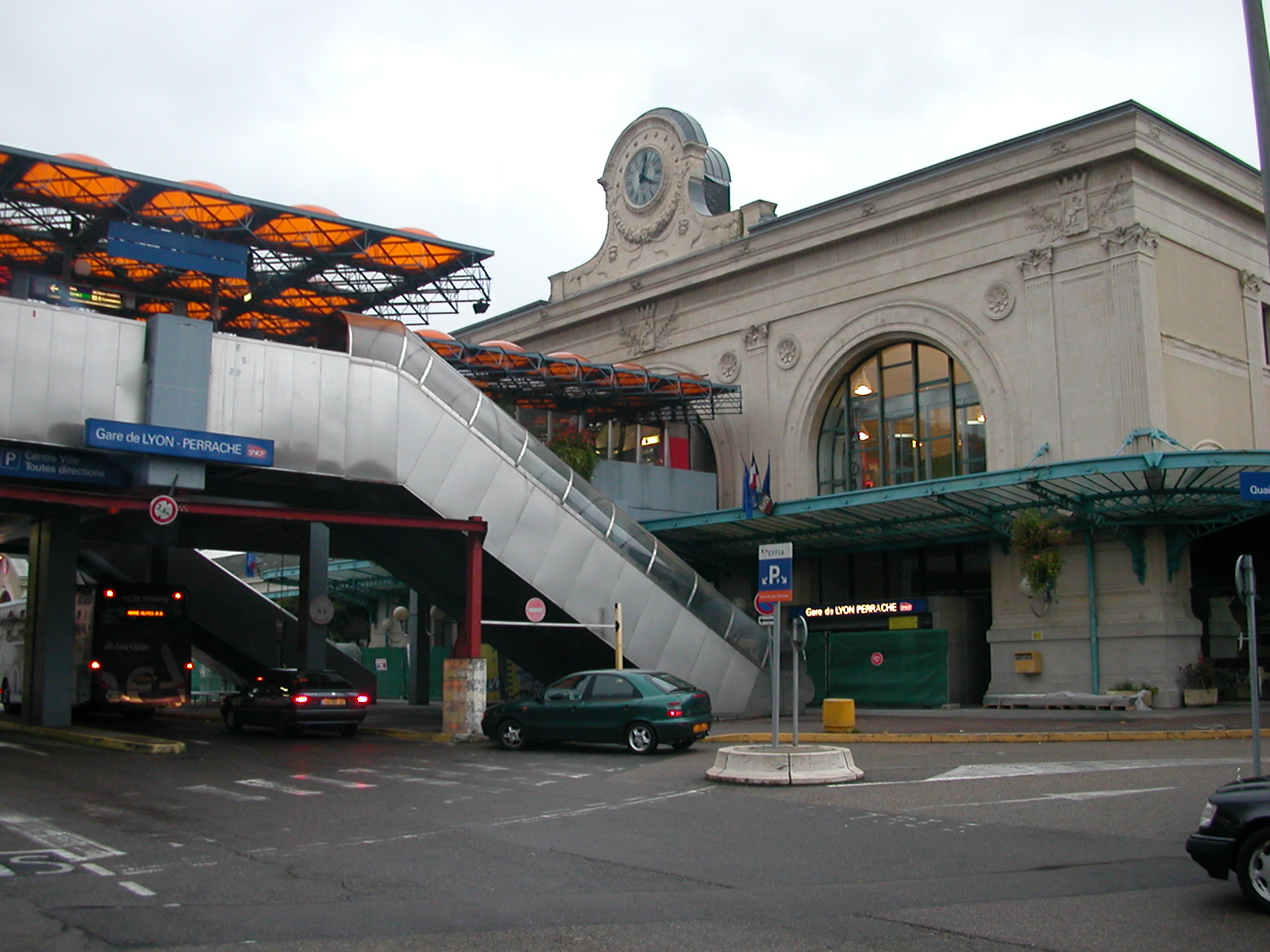
La estación con su mezcla de estilos.

Dispone de un tráfico de alta velocidad menor debido a que ha sido absorbido por las estaciones de Lyon-Part-Dieu y de Lyon-Saint-Exupéry. Aun así, los siguientes TGV acceden a la estación:
- Línea París ↔ Lyon-Perrache.
- Línea Poitiers ↔ Lyon-Perrache.

### Media Distancia
- Línea Nantes ↔ Lyon-Perrache.

### Regionales
El grueso del tráfico de la estación está representado por los numerosos trenes regionales que se detienen en ella. Abarcan los siguientes recorridos:
- Línea Orleans ↔ Lyon-Perrache.
- Línea Villefranche-sur-Saône ↔ Vienne.
- Línea Roanne ↔ Lyon-Perrache.
- Línea Mâcon ↔ Lyon-Perrache.
- Línea Dijon ↔ Lyon-Perrache.
- Línea Clermont-Ferrand ↔ Lyon-Perrache.
- Línea Bourg-en-Bresse / Oyonnax / Saint-Claude ↔ Lyon-Perrache.
- Línea Ambérieu ↔ Lyon-Perrache.
- Línea Ginebra / Evian / Saint-Gervais ↔ Lyon-Perrache.
- Línea Lyon-Perrache ↔ Saint-André-le-Gaz / Grenoble-Univ.-Gières / Chambéry-Challes-les-Eaux.
- Línea Lyon-Perrache ↔ Givors.
- Línea Lyon-Perrache ↔ Firminy.
- Línea Lyon-Perrache ↔ Valence / Aviñón.